# 면역조직화학
면역조직화학(Immunohistochemistry, IHC)은 면역염색의 가장 일반적인 적용이다. 생물 조직에서 항원에 특이적으로 결합하는 항체의 원리를 이용하여 조직 절편의 세포에서 항원(단백질)을 선택적으로 식별하는 과정을 포함한다. IHC는 절차에 사용되는 항체와 관련하여 어근 "immuno"와 조직을 의미하는 "histo"(면역 세포 화학과 비교)에서 그 이름을 가져온다. 앨버트 쿤스(Albert Coons)는 1941년에 절차를 개념화하고 처음으로 구현했다.
항체-항원 상호 작용을 시각화하는 방법은 주로 다음 중 하나를 사용하여 수행할 수 있다.
- 발색성 면역조직화학(Chromogenic immunohistochemistry, CIH), 여기에서 항체는 발색 반응을 촉매할 수 있는 과산화효소(이 조합은 면역과산화효소라고 함)와 같은 효소에 접합된다.
- 항체가 플루오레세인 또는 로다민과 같은 형광단에 태그되는 면역 형광법.

면역조직화학적 염색은 암성 종양에서 발견되는 것과 같은 비정상 세포의 진단에 널리 사용된다. 특정 분자 마커는 증식 또는 세포 사멸(아폽토시스)과 같은 특정 세포 사건의 특징이다. 면역조직화학은 또한 생물학적 조직의 다른 부분에서 바이오마커 및 차등적으로 발현되는 단백질의 분포 및 위치를 이해하기 위한 기초 연구에서 널리 사용된다.